# District Ternejski
District Ternejski (Russisch: Тернейский район; Ternejski rajon) is een gemeentelijk district in het noordoosten van de Russische kraj Primorje, gelegen aan de noordoostelijke kust van de Japanse Zee. Het bestuurlijk centrum is de gelijknamige nederzetting met stedelijk karakter Ternej. Het district heeft een oppervlakte van ongeveer 27.730 km² (grootste van de kraj; ongeveer ter grootte van Moldavië) en een inwonertal van ongeveer 14.500 (14.487 in 2002; 15.273 in 1989), waarvan ongeveer 10.000 in de plaatsen Ternej en Plastoen wonen. Met een bevolkingsdichtheid van 0,5/km² is het district het dunstbevolkte van de kraj. Ook de noordelijkste plaats van de kraj, het Oedegeïsche plaatsje Agzoe ligt in het district.

## Geografie en economie
Een groot deel van het district is bedekt met bossen en de belangrijkste economische activiteit is dan ook de bosbouw. In het dorpje Svetlaja bevindt zich een visverwerkende fabriek. Een deel van de zapovednik Sichote-Alinski bevindt zich in het district. In het district bevinden zich ook een tweetal mineraalwaterbronnen (radon); Amginskoje en Tjoply Kloetsj, waarbij zich een kuuroord bevindt.
Het klimaat in het district is het minst aantrekkelijke van de kraj; het district kent een gematigd zeeklimaat met koele zomers door de koude Zeestroom van Primorje (Приморское течение), maar de winter is er warmer dan in de centrale districten van de kraj.

## Bevolking
De bevolking bestaat voor 91% uit Russen met kleine minderheden van Oedegeïers en Oekraïners.

## Bestuurlijke indeling
Het district telt 11 dorpen met postcode, waarvan 3 een gorodskoje poselenieje vormen (Ternej, Plastoen en Svetloje) en 7 een selskoje poselenieje vormen.
| Type            | Naam            | Russisch        | Inwoners      | Postcode      |
| --------------- | --------------- | --------------- | ------------- | ------------- |
| s.              | Agzoe           | Агзу            | 169 (2002)    | 692169        |
| s.              | Amgoe           | Амгу            |               | 692162        |
| s.              | Jedinka         | Единка          | 196           | 692167        |
| s.              | Maksimovka      | Максимовка      |               | 692163        |
| s.              | Malaja Kema     | Малая Кема      |               | 692160        |
| s.              | Peretytsjicha   | Перетычиха      | 136 (2002)    | 692168        |
| p.g.t.          | Plastoen        | Пластун         | 6.230 (2002)  | 692152        |
| s.              | Samarga         | Самарга         |               | 692167        |
| p.g.t.          | Svetlaja        | Светлая         | 1.136 (2002)  | 692166        |
| p.g.t.          | Ternej          | Терней          | 3.971 (2002)  | 692150        |
| s.              | Oest-Sobelevka  | Усть-Соболевка  |               | 692164        |
| Totaal inwoners | Totaal inwoners | Totaal inwoners | 14.487 (2002) | 14.487 (2002) |